# Anjou
Pour les articles homonymes, voir Anjou (homonymie).
930–1790
Entités précédentes :
- Comté d'Anjou

Entités suivantes :
- Maine-et-Loire
- Vienne
- Indre-et-Loire
- Sarthe
- Mayenne
- Deux-Sèvres

L’Anjou est une région historique et culturelle française, correspondant à l’ancienne province du même nom et dont la capitale est Angers. Bien que le duché ait disparu, le terme « Anjou » est toujours utilisé pour définir le territoire de Maine-et-Loire,. Le logo du département reprend le terme « Anjou ». Le territoire de l'Anjou correspond à l’actuel département de Maine-et-Loire, ainsi qu'à plusieurs autres territoires intégrés dans diverses divisions administratives.
L'Anjou en tant qu'entité et territoire apparaît sous l'Antiquité avec le peuple des Andécaves. Leur territoire, centré sur Angers (alors Andegavum), correspond en partie aux limites du futur Maine-et-Loire. Occupé par les Romains, il se trouve plus tard au centre de plusieurs influences et rivalités, notamment entre les Francs et les Bretons. Devenu comté, il devient le cœur de l'Empire Plantagenêt, ou « empire angevin » au XIIIe siècle. L'Anjou garde son indépendance face au pouvoir royal jusqu'en 1259, date du traité de Paris, qui le rattache à la couronne de France. Donné en apanage à la mort de Louis VIII de France, il est érigé en duché en 1360 puis définitivement rattaché au royaume de France en 1481.
Culturellement, l'Anjou est associé à son vignoble, aux châteaux de la Loire, au val de Loire, à ses matériaux de construction (ardoise et tuffeau) ainsi qu'à sa grande concentration de troglodytes. Le poète Joachim du Bellay a immortalisé l'Anjou dans son ouvrage Les Regrets, paru en 1558.

### Histoire

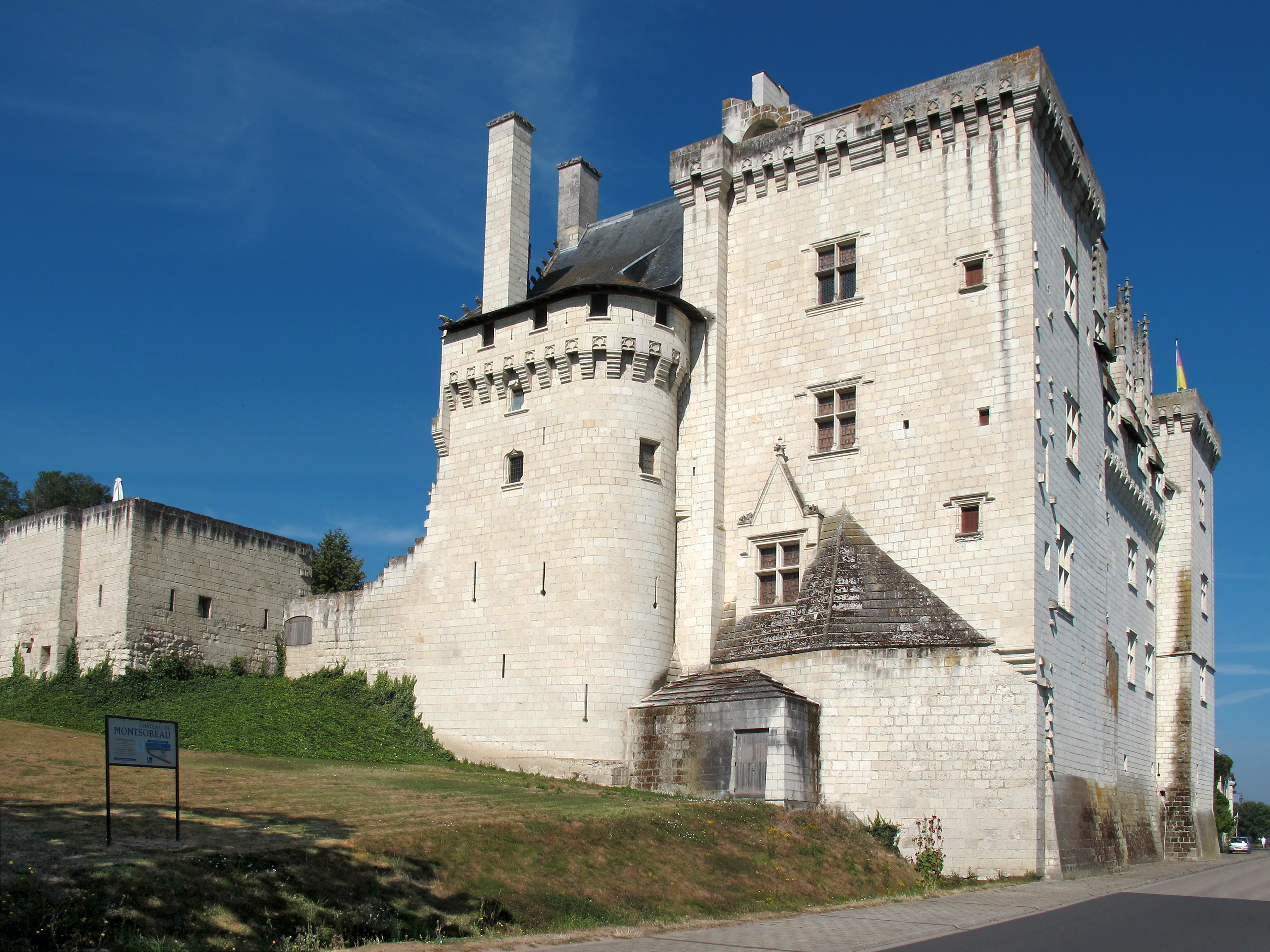
Le château de Montsoreau, porte de l’Anjou depuis Foulques Nerra.

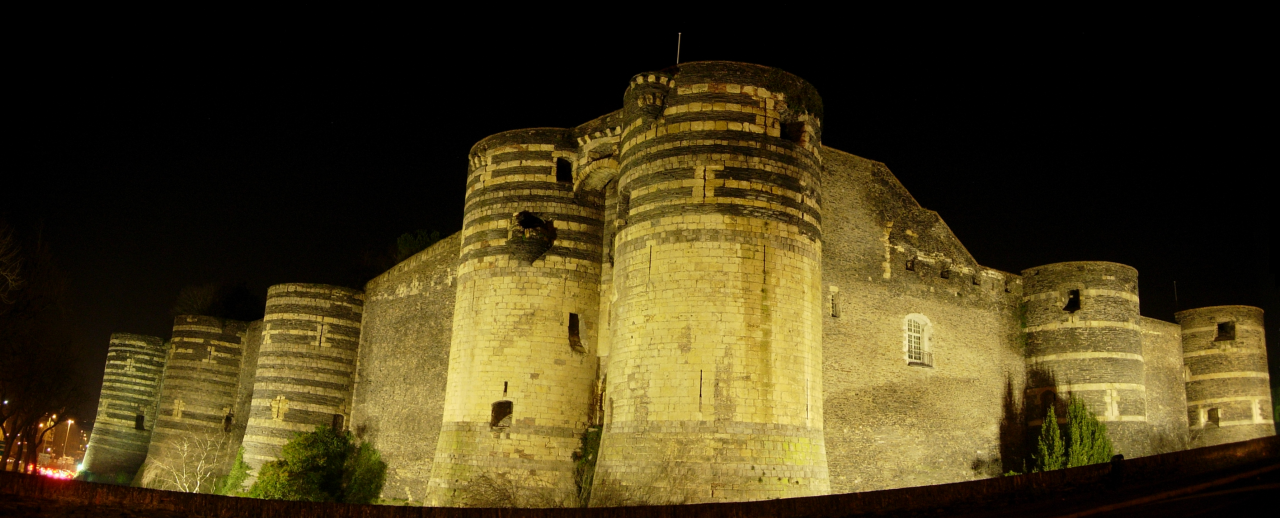
Le château d'Angers, cœur du pouvoir angevin pendant des siècles.

## Identification

### Étymologie
Le nom de la province provient du déterminant Andecavorum qui fait référence au peuple gaulois des Andecavii (Andécaves ou Andégaves), dont la cité était, sous l'Empire romain, Juliomagus.
L'appellation actuelle de la province est issue de l'élément Andecavorum. La ville d'Angers est mentionnée au Moyen Âge sous les formes Andecava civitas au VIe siècle et Andecavis en 769, Andegavis entre 861 et 882, Angieus en 1127, Angeus en 1205. On trouve une forme Angiers dès le XIIe siècle.
L'évolution phonétique Andecavis en Angeus est régulière et s'explique par la lénition des consonnes intervocaliques. Le -s final est celui de l'ablatif-locatif latin. La variante Andecavum explique le nom d'Anjou (in Andecavo en 797). Celui d'angevin est un dérivé semi-savant. Le doublet Angers, Anjou est tout à fait comparable à celui de Poitiers, Poitou.

Blason moderne de l'Anjou.

Les armes de la 1re maison d’Anjou attestées depuis Geoffroy V Plantagenêt mais peut-être antérieures.

### Héraldique
Si les armoiries des Ingelgeriens ne sont pas connues, on suppose que les armes de la première maison d'Anjou étaient d'azur, au chef de gueules, aux rais d'escarbouble d'or, brochants sur le tout. Mais cela tient plus du mythe, car les armes n'avaient, à cette époque, pas encore de caractère héréditaire attaché au nom et surtout, elles n'apparaissent pas avant la seconde moitié du XIe siècle. Ce sont donc probablement les Plantagenêts, avec Geoffroy Plantagenêt, qui ont été les premiers à en porter : d'azur, à six lions d'or posés 3, 2 et 1.
Après les Plantagenêts, les deux maisons d'Anjou françaises qui se sont succédé entre 1246 et 1480 portèrent à partir de 1270 un semé de fleurs de lys à la bordure de gueules. Le roi Charles V remplaça le semé des armes de France par trois fleurs et en 1480, son descendant Louis XI, réunit définitivement l'Anjou à la Couronne.

## Géographie

### Délimitations historiques
Au XVIIIe siècle, le territoire angevin est constitué de deux entités séparées par la Loire.
L'Anjou supérieur (Haut-Anjou), situé au nord de la Loire, comprend le Craonnais et le Segréen avec Pouancé et Candé jusqu'à Châteauneuf ainsi que la région de Château-Gontier. Il comprend également la partie sud du département de la Sarthe (Maine angevin) avec le pays de Céans (canton de La Flèche), Le Lude et jusqu'à Château-du-Loir, Bourgueil et toute la région ouest de l'Indre-et-Loire jusqu'à Château-la-Vallière y est également comprise et enfin, le Baugeois et les basses vallées angevines.
L'Anjou inférieur, situé au sud de la Loire, comprend le Saumurois à l'est du Layon, jusqu'à Montsoreau, et inclut également le Loudunais jusqu'à Mirebeau ainsi que la ville de Richelieu. Il faut y ajouter Le Bourg (canton de Montreuil-Bellay), Le Vaux (canton de Gennes) ainsi que les Mauges angevines. S'y situaient également quelques communes autour de Bouillé-Loretz et d'Argenton-l'Église, dans les Deux-Sèvres ainsi que la commune de La Boissière-du-Doré, en Loire-Atlantique.

L'Anjou dans ses limites du XVIII

#### Évolution des frontières
À l'origine, le territoire angevin se trouvait centré sur le pagus d'Angers. Le comté d'Anjou comprenait Saumur à l'est, arrivait jusqu'au confins du Maine avec Le Lude, possédait une partie de la vallée de la Sarthe et de la Mayenne. La domination angevine comprend également une partie des Mauges, tandis qu'à l'ouest, la frontière reste floue avec la Bretagne, et au sud avec l'Aquitaine.
Foulques II d'Anjou, après avoir pris Montreuil-Bellay au comte de Poitiers, va céder Saumur au comte de Blois. Son successeur, Geoffroy Ier, s'empare du Loudunais, du Mirebelais et de Thouars aux dépens de l'Aquitaine en 973. Il étend le domaine angevin sur la rive sud de la Loire jusqu’aux portes de Nantes et à la limite de la Sèvre Nantaise, construisant le donjon du Pallet.
Foulques III d'Anjou fait fructifier le domaine de son père, et l'étend à l'est en reprenant définitivement Saumur par les armes en 1026, et en mettant la main sur les Mauges par des manœuvres politiques. On lui doit plus d'une centaine de châteaux, donjons et abbayes, dont les châteaux de Montsoreau, Montrésor, Montbazon, Langeais… En 1007, Foulques Nerra fonde l'abbaye de Beaulieu-lès-Loches.

Carte topographique de la province d'Anjou avec le département de Maine-et-Loire dans ses limites jusqu’en 2016.
Carte topographique de la province d'Anjou avec les sénéchaussées en 1789.
Carte de la province d'Anjou indiquant les sénéchaussées en 1789.

#### Dépeçage partiel de la province
Lors de la Révolution française, les institutions de l'Ancien Régime sont mises à bas. Les territoires et domaines des anciennes provinces françaises, fiefs de dynasties de comtes et de ducs vont être démantelés afin de pouvoir laisser la place à la Nation républicaine.
La création des départements français répond à cet objectif politique et sera effectif le 4 mars 1790, en application de la loi du 22 décembre 1789. La province d'Anjou se retrouvera divisée et répartie sur sept départements (par ordre alphabétique) : Indre-et-Loire, Loire-Inférieure, Mayenne, Mayenne-et-Loire (devenue très vite Maine-et-Loire), Sarthe, Deux-Sèvres, Vienne. Le cœur de l'Anjou constituant le département de Mayenne-et-Loire (renommé par la suite Maine-et-Loire), le Nord de l'Anjou constituant la partie méridionale du département de la Mayenne sous le nom de Mayenne angevine ; une autre partie constituant le Sud du département de la Sarthe et dénommé parfois Maine angevin ; enfin la partie orientale de l'Anjou rattachée au département d'Indre-et-Loire et surnommé la Touraine angevine.

### Régions naturelles
L'Anjou se divise traditionnellement en quatre régions naturelles : le Baugeois, le Haut-Anjou (ou le Segréen), les Mauges et le Saumurois. D’autres découpages en cinq régions naturelles existent reprenant les quatre précédentes à laquelle se rajoute une cinquième région plus petite centrée sur Angers ou suivant la vallée de la Loire de part en part du département.
Le Baugeois occupe la partie orientale de Maine-et-Loire, s'étendant sur sa partie nord-est. Ce territoire est délimité au sud par la vallée de l'Authion et celle de la Loire, et à l'ouest par la vallée de la Sarthe,. Son relief est principalement constitué d'un plateau, aux terrains sablonneux, siliceux ou calcaires. C'est la région la plus boisée du département, qui abrite l'essentiel des forêts de Maine-et-Loire. Ses particularismes architecturaux incluent de nombreuses églises romanes ainsi qu'un certain nombre de clochers tors.
Le Haut-Anjou occupe la partie nord du département de Maine-et-Loire et le tiers sud du département voisin de la Mayenne, dite Mayenne angevine. Il couvre les régions situées en amont des rivières Mayenne et Sarthe ainsi que leurs affluents, en faisant la région la plus drainée du département. Son relief armoricain en fait une région de crêtes et de vallées peu élevées, dont le sous-sol est constitué de schistes et de grès formant les principales matières premières de son architecture. Paysage de bocage, son histoire est lié à la chouannerie et à l’exploitation ardoisière.
Les Mauges correspondent au sud-ouest du département. C'est un pays de bocage sur des terrains anciens, composés de schistes et de granites, et sillonné de vallées encaissées, en particulier celles de l'Èvre et de la Sèvre Nantaise. Son relief plus marqué y provoque une accentuation des précipitations par rapport au reste du département. Les mémoires et le patrimoine local des Mauges ont été marqués par le soulèvement vendéen et la répression qui s'est ensuivie, à partir de 1793.
Enfin, le Saumurois s'étend au sud-est du département. Situé à l'extrémité sud-ouest du Bassin parisien, il se constitue en un vaste plateau aux sols à dominante calcaire. Incluse dans le val de Loire, le fleuve creuse dans le plateau de nombreuses corniches et falaises de tuffeau et de calcaire qui ont été percés de nombreux habitats troglodytes. Le climat y est plus continental, les nuages ayant perdu une partie de leur humidité et donnant moins de précipitations sur cette partie du département. Cette particularité climatique et géologique permet le développement de nombreuses pépinières (roseraies de Doué-la-Fontaine) ainsi que d'un des plus vastes vignobles du val de Loire (appellations saumur-champigny, saumur, coteaux-du-layon).
La région se divise également en deux zones géologiques selon les roches emblématiques qui constituent leur identité minérale : l'Anjou noir ou bleu à l'ouest (Anjou occidental, avec ses toits d'ardoises, ses maisons de schiste et son bocage, reposant sur des formations de schiste ardoisier du Massif armoricain), par opposition à l'Anjou blanc (Anjou oriental, avec ses maisons de pierres blanches et ses habitations troglodytiques, constitué de terres blanches provenant du tuffeau et des faluns du Bassin parisien).

## Administration

Sénéchaussées de l'Anjou au XVIIIe siècle.

### Sénéchaussées
Le premier sénéchal d'Anjou fut Lisois d'Amboise désigné en 1016 par Foulque Nerra. Par la suite, les sénéchaux angevins, obligés de suivre leurs maîtres à la guerre, nommèrent à leur tour des substituts qui devinrent baillis, puis juges ordinaires et enfin lieutenants-généraux civils pour les sénéchaussées de l'Anjou.
La Révolution française marque la fin de la fonction de sénéchal. Augustin-Félix-Elisabeth Barrin La Galissonnière fut le dernier sénéchal de l'Anjou nommé avant la Révolution française. Il représentera la noblesse de l'Anjou lors de la réunion des états généraux de 1789.

### Bailliages
Au XVIe siècle, sous le règne d’Henri II, se mettent en place dix-sept recettes générales confiées à des trésoriers généraux (édit donné à Blois en janvier 1551) et 21 généralités ou pays d'élections.
Les bailliages de l'Anjou, du Maine et de la Touraine sont réunis, comme au temps du Grand Anjou de Foulque Nerra, dans la généralité de Tours :
- Bailliage d'Anjou : 701 paroisses. 80 810 feux ;
- Bailliage du Maine : 586 paroisses. 55 333 feux ;
- Bailliage de Touraine : 616 paroisses. 74 177 feux.

Au XVIIIe siècle, l'étendue de la généralité de Tours nécessite le règlement pris par arrêté du Conseil du 18 juillet 1787 qui permet la formation de trois assemblées au sein de cette importante généralité : Anjou, Maine et Touraine. Ces trois assemblées recouvrent sensiblement les limites des anciennes provinces royales. Néanmoins certaines circonscriptions ne coïncident pas avec celles des généralités, car les limites paroissiales et de pays évoluent au fil du temps. Ces trois assemblées se réunissent en août 1787 puis en novembre 1787.

### Juridictions
L’Anjou est divisé en sénéchaussées qui sont des tribunaux de première instance relevant du Parlement de Paris et composés d’un lieutenant-civil, d’un lieutenant-criminel, d’un lieutenant de police, de conseillers, d’un procureur, d’un avocat du roi, et d’un substitut.
En 1551, pour venir en aide aux tribunaux des sénéchaux, le roi de France Henri II institue des tribunaux auxiliaires que l’on appela présidiaux. Ils se prononcent en dernier ressort, sur l’appel des tribunaux des sénéchaussées, pour les sentences qui n’excèdent pas deux mille livres tournois, et jugent certains délits déterminés. Un présidial est établi à Angers dès 1552. C’est le premier corps judiciaire de l’Anjou. Le présidial disparaît en 1790 lors de la Révolution française.

### Perception de la gabelle
En ce qui concerne la gabelle, impôt sur le sel, l’Anjou fait partie des pays de « grande gabelle ». L’Anjou comprend seize tribunaux spéciaux ou « greniers à sel » : Angers, Baugé, Beaufort, Bourgueil, Candé, Château-Gontier, Cholet, Craon, La Flèche, Saint-Florent-le-Vieil, Ingrandes-sur-Loire, Le Lude, Pouancé, Saint-Rémy-la-Varenne, Richelieu et Saumur.